# Наміколаво Меоре
Наміколаво Меоре (груз. ნამიკოლავო მეორე) — село в Грузії.
За даними перепису населення 2014 року в селі проживає 727 особи.